# Cowboybengts
CowboyBengts är en svensk musikgrupp. Deras album Vi ÄR Cowboybengts vann en Grammis i kategorin Årets barnalbum 2002.